# Нуржан, Светкали Сабыргалиулы
Светкали Сабыргалиулы Нуржан (каз. Светқали Сабырғалиұлы Нұржан; 1 января 1962; Тупкараганский район, Мангистауская область, Казахская ССР, СССР) — казахстанский поэт. Лауреат Государственной премии РК в области литературы и искусства имени Абая (2024), Международной литературной премии «Алаш» (2021). Награждён высшим орденом «Отан» (2022).

## Биография
Родился 1 января 1962 года в селе Канга баба Тупкараганского района Мангистауской области.
В 1979 году окончил среднюю школу №8 в поселке Жетыбай Каракиянского района, после окончания средней школы работал конюхом, рабочим в нефтяной промышленности.
В 1981 году поступил на факультет журналистики Казахского государственного университета, который окончил в 1986 году.
В 1986 году начал журналистскую работу редактором в журнале «Пионер»;
С 1988 по 1994 год — специалист отдела культуры Каракиянского района Мангистауской области;
С 1995 года — председатель Мангистауского областного фонда «Онер»;
С 2000 по 2012 год — руководитель и учредитель республиканской газеты «Үш қиян»;

## Творчество
- 1985 — каз. «Аудитория» коллективный сбор;[1]
- 1993 — каз. «Аруана»;
- 2002 — каз. «Таң қауызын жарғанда» поэмы в 3-х томах;
- 2008 — каз. «Ай таранған түн» поэмы;
- 2009 — каз. «Әулиелер әуезі»;
- 2010 — каз. «Еуропа поэзиясы» перевод;
- 2011 — каз. «Еуропа классикалық поэзиясы» перевод;
- 2013 — каз. «Қырық хикмет»;
- 2013 — каз. «Дәрменсіздер дәлелі»;
- 2015 — каз. «Таңның лағыл жұлдызы» поэмы;
- 2019 — каз. «Сарыайшықтың көзесі» поэмы;
- 2019 — каз. «Жұлдыздардың жұпары» поэмы;
- 2019 — каз. «Генрих Гейне» перевод;
- каз. «Шыңға ілінген жетім жұлдыз» поэмы;
- каз. «Шамдалдағы нұр» поэмы;
- каз. «Жастықтың жазғы жайлауы» поэмы;

## Награды и звания
- Государственная молодежная премия Правительства Республики Казахстан «Дарын» в номинации поэзии (1996);
- Литературная премия имени Толегена Айбергенова Союза писателей Казахстана;
- Республиканская премия имени Махамбета;
- Указом президента РК от 8 декабря 2006 года награждён медалью «Ерен Еңбегі үшін»[2];
- Стипендия Президента Республики Казахстан в области литературы (2010);[3]
- Государственная стипендия Республики Казахстан в области литературы и культуры (2015);[4]
- Указом президента РК от 5 декабря 2017 года награждён орденом «Курмет» — за выдающиеся заслуги в отечественной литературе, поэзии;[5]
- 2020 (13 декабря) — Почётный гражданин города Актау;[6][7]
- 2021 (30 ноября) — Почётный гражданин города Жанаозен;[8];
- 2021 (7 апреля) — Благодарственное письмо Президента Республики Казахстан;[9]
- 2021 (1 октября) — Литературная премия имени Мукагали Макатаева;
- 2021 (30 ноября) — Международная литературная премия «Алаш» Союза писателей Казахстана за поэтическую книгу «Жұлдыздардың жұпары»;
- 2021 (2 декабря) — Указом Президента РК награждён юбилейной медалью «30 лет независимости Республики Казахстан»;
- 2021 (6 декабря) — Национальная премия в номинации литература «30 лет — 30 имен» в связи с 30-летием Независимости Казахстана;[10]
- 2021 (24 декабря) — «Золотая медаль имени Алишера Навои» Международной Тюркской академии — за большой вклад в укрепление культурно-литературных связей тюркского мира;
- 2022 (1 января) — Благодарственное письмо Президента Республики Казахстан с вручением нагрудного знака «Алтын Барыс» — за многолетний плодотворный труд в области литературы и культуры и в связи с 60-летием со дня рождения;
- 2022 (18 марта) — Орден «Отан» один из высших орденов Республики Казахстан;[11]
- 2024 (23 октября) — Государственная премия Республики Казахстан в области литературы и искусства имени Абая за книгу стихов «Көкірегім көне кітап»;[12]